# Чжу Хаогу
Чжу Хаогу (кит. 朱好古; работал в конце XIII — первой пол. XIV вв.) — китайский художник, из творчества которого сохранились только монументальные росписи храмов и монастырей, в том числе в храмах Юнлэгун и Сючжэньгуань и монастыре Синхуа. Был знаменит при жизни. Он также занимался пейзажем и портретной живописью, однако все его свитки утеряны. Даты рождения и смерти неизвестны и вызывают споры среди исследователей.

## Исторические сведения
Имя этого мастера было надолго забыто, и открыто заново только в XX веке. В 1938 году канадский учёный Уильям Уайт (1873—1960) направил двух студентов исследовать китайский монастырь Синхуа, на стене которого те прочитали надпись, упоминавшую «Чжу Хаогу хуэйхуа дайчжао» (Чжу Хаогу, художник — дайчжао), который был одним из авторов росписей монастыря.
В дальнейшем исследователи обнаружили его имя в четырёх сообщениях разных местных газетиров. В «Сянлин Сяньчжи», например, сообщается следующее: «Чжу Хаогу, уроженец этого округа, был искусен в изображении пейзажей и людских фигур. Он, Чжан Маоцин и Чан Юньжуй, также уроженцы этого округа, были известны своими картинами, которые люди коллекционировали и берегли, как сокровища».
«Пинъян фучжи», газетир уезда Пинъян, к которой принадлежал округ Сянлин, ставит имя Чжу Хаогу на первое место в «юаньской четвёрке» (то есть среди четырёх знаменитостей префектуры, одним из которых был известный прорицатель Тянь Чжунлян (1243—1317), другим, прославившийся своим искусством врач Лян Чжоутай, имевший статус Медицинского руководителя Пиньянского района в эру Чжичжэн (1341—1367), а третьим, Сунь Гу — конфуцианец, преуспевший в самых разных торговых делах, за что получил прозвище «господин, знающий всё»), газетир сообщает: "Чжу Хаогу, уроженец Сянлина, был искусен в пейзаже и живописи фигур. Его ловко исполненные произведения были наполнены живым духом. Он и ещё два уроженца этого округа — Чжан Маоцин и Ян Юньжуй были известны своими картинами, которые (люди) коллекционировали и берегли, как священные диски «би». Они прославились как «Три мастера живописи из Сянлина».
В газетире «Шаньси тунчжи» Чжу Хаогу выступает третьим в списке из двадцати двух личностей, прославившихся самыми разными талантами в провинции Шаньси. Его имя также появляется там, где речь идёт о местных монастырях: «(монастырь) Сючжэнь гуань расположен на высокой насыпи возле Южных ворот в округе Тайпин. Его стены расписаны фигурами, исполненными юаньским Чжу Хаогу. Его кисть столь божественна и великолепна (что, похоже, он способен) изобразить дракона, который улетит, если ему пририсовать глаза».
Это всё, что известно о художнике из письменных источников. Не известны даты его рождения и смерти. Более того, период его творческой активности не имеет твёрдо установленных временных рамок. Надпись на стене монастыря Синхуа студенты прочитали так, что Чжу Хуагу и его ученик Чжан Боюань закончили роспись в «восьмом месяце года циншэнь Великого государства Юань». Это соответствовало 1238 году, но было ошибочным, поскольку государства Юань в 1238 году ещё не существовало. В дальнейшем ошибка была исправлена, поскольку выяснилось, что речь идёт о «годе усюй Великого государства Юань», который, по мнению экспертов, в любом случае выпадал на период до 1321 года (предположительно на 1298 год). Позднее американская исследовательница Нэнси Стейнхардт опубликовала статью, в которой утверждала, что «год усюй» соответствует 1358 году, поскольку существуют надписи в храме Юнлэгун, в которых упоминается имя художника под этой датой. Аргументация Стейнхардт сводилась к тому, что поскольку роспись этого храма была закончена в 1358 году, то Чжу Хаогу вряд ли мог быть в 1298 году достаточно зрелым художником, чтобы иметь ученика и расписывать монастырь Синхуа — перерыв в 60 лет слишком велик. С другой стороны, она высказывала сомнение, что монастырь Синхуа был расписан в 1298 году, поскольку в 1303 году произошло сильное землетрясение, которое разрушило близлежащие монастыри, в связи с чем росписи должны были наверняка погибнуть, в то время как они неплохо сохранились. Куратор китайского отдела Королевского музея Онтарио Ка Бо Тсанг, посвятивший Чжу Хаогу специальное исследование (1992), считает, что мастер, работал в последние два десятилетия XIII и в первые два десятилетия XIV века, поскольку газетир «Пиньян Фучжи» упоминает его среди знаменитостей, живших именно в этот период. Китайский эксперт Мэн Сыхуэй, исследовавшая фрески даосского храма Юнлэгун (2007), пришла к выводу, что Чжу Хаогу работал в первой половине — середине XIV века.

## Творчество
От Чжу Хаогу не сохранилось ни одного живописного свитка, ни на шёлке, ни на бумаге. Не сохранилось никаких пейзажных работ художника, в связи с чем невозможно определить, какой стилистической традиции в пейзаже он следовал. До наших дней дошли только монументальные росписи храмов и монастырей с изображениями буддийских и даосских божеств, исполненные самим Чжу Хаогу с учениками, либо его мастерской, либо последователями. Его стопроцентными подлинниками считают росписи даосского храма Сючжэньгуань в округе Тайпин и буддийского монастыря Синхуа в Цзишане. Поскольку он брался за крупные заказы, то вероятно, у него была довольно большая мастерская. История сохранила восемь имён его последователей, шесть из которых происходили из разных районов юго-запада провинции Шаньси (они упоминаются на южной стене Чуньяндянь — Зала Чистой Радости в даосском храме Юнлэгун в Жуйчэне, Шаньси): Ли Хунъи из Жуйчэна, Ван Шиянь из Лунмэня, Ван Чунь из Гуфэна, Чжан Цзунли из Цзянъяна, Дэ Синь из Синьтяня, и Цао Дэминь из Дунсяня. География этих имён отражает факт широкой известности творчества Чжу Хаогу в Шаньси. Вероятно, за свою жизнь он расписал множество храмов в этой провинции, однако сегодня невозможно установить ни их число, ни их названия.
Монастырь Синхуа, в котором была обнаружена надпись с именем Чжу Хаогу, был разрушен, но перед тем Уильям Уайт, куратор китайского отдела Королевского музея Онтарио в Торонто смог вывезти большую фреску с изображением «Рая Майтреи». Она была распилена на 63 фрагмента, в 1928 году кораблём переправлена в Канаду, а к 1933 году отреставрирована и выставлена в музее (её размер 5,02 х 11,01 м). Чжу Хаогу написал её совместно с учеником Чжан Боюанем. Майтрея, Будда Будущего, изображён в окружении архатов, бодхисатв и охранителей учения. На фреске также изображён некий царь, с обритой головой, принимающий буддизм. Другая большая композиция из этого монастыря до его разрушения была таким же манером отправлена в пекинский музей в Запретном городе, на ней изображён «Собор семи будд». Датировка этих фресок точно не установлена. Эксперты 1980-х-1990-х годов считали, что они созданы в 1298 году. Китайская исследовательница Мэн Сыхуэй, специалист по китайской стенописи, в работе, опубликованной в 2007 году, аргументировано доказывает, что росписи этого монастыря следует относить не к 1298 году, а к периоду около 1320 года.
Отталкиваясь от стилистики этих произведений, эксперты пришли к выводу, что две фрески из нижнего монастыря Гуаншэнсы в пров. Шаньси также принадлежат кисти Чжу Хаогу, или, по крайней мере, выполнены художниками его мастерской. Подобно канадскому «Раю Майтрейи» эти фрески были распилены на части, погружены на корабль и отправлены в США. Одна из них — «Рай Бхайсаджьягуру» находится в музее Метрополитен в Нью-Йорке, и имеет размеры 7,52 × 15,11 м, другая, «Рай Будды Теджапрабхи» хранится в музее Нельсона-Аткинса, Канзас Сити (14,6 х 7 м). Оба произведения представляют собой парадные портреты божества, окружённого свитой небожителей: в первом случае это Будда Медицины, во втором Будда Яркого Света. Несмотря на то, что обе фрески располагались в одном зале храма, традиционно эти божества не были взаимосвязаны, поэтому исследователи не имеют ответа на вопрос, по каким причинам Чжу Хаогу расположил их рядом. Будда Майтрейя в соответствии со сложившейся иконографией представлен в окружении Авалокитешвары, Чинтаманичакры, Чандрапрабхи, Сурьяпрабхи и т. д., верующих-почитателей, генералов-защитников, апсар, и менее значительных антуражных фигур. Представленный на фреске из музея Нельсона-Аткинса Будда Теджапрабха, согласно буддийским текстам, связан с созвездиями и пятью планетами китайской астрономии, поэтому он окружён фигурами, символизирующими разные небесные тела; в частности, бодхисатвы справа и слева от него символизируют солнце и луну. Будда Теджапрабха был защитником от природных бедствий, в связи с чем поклонение ему в провинции Шаньси, в которой в XIV веке случались разрушительные землетрясения, имело особый смысл. Обе росписи, по мнению экспертов, были выполнены между 1309 и 1320 годами.
Чжу Хаогу приписывают создание фресок в даосском храме Юнлэгун, крупнейшем памятнике даосской стенописи в Китае. Общая площадь живописи на его стенах составляет 880 м². Храм представляет собой четыре зала, которые выстроены по одной оси: Уцзи, Саньцин, Чуньян и Чунъян. Наиболее известны своими росписями два из них — Саньцин (Зал Трёх Наичистейших) и Чуньян (Зал Чистой Радости). В Зале Трёх Наичистейших на всех четырёх стенах большим фризом изображены процессии даосских божеств. Исследователи насчитали в этих божественных ассамблеях порядка 290 самых разных персонажей даосского пантеона. Считается, что эта роспись — самый полный «групповой портрет» даосских божеств, сохранившийся от эпохи Юань. В Зале Чистой Радости росписей Чжу Хаогу нет.
Чжу Хаогу был выдающимся мастером монументальной живописи в Шаньси, создателем местной живописной школы, которая доминировала в этом регионе в течение всего XIV века. Однако эта школа не имела влияния в остальных частях империи Юань. Императорское искусство, субсидируемое и поддерживаемое монгольской династией, мощным потоком распространялось из столицы Даду и проникало в самые удалённые уголки империи. Совсем недалеко от Шаньси в горах Утай ведущий придворный архитектор Анико, приехавший из Непала, возводил храмы в столичном придворном стиле. Выполненные в юаньском столичном стиле произведения живописи проникали в Шаньси, однако, похоже, не оказывали заметного влияния на местное художественное творчество. Во время правления монголов в столичной религиозной живописи культивировалось сильное влияние современного искусства Непала, которое в свою очередь опиралось на индийскую традицию буддийского искусства позднего периода династии Пала-Сена XI—XII веков. В отличие от неё стиль школы Чжу Хаогу основывался, с одной стороны, на старинной традиции изображения божеств, идущей от У Даоцзы (680—740), с другой, опирался на искусство киданьской династии Поздняя Ляо (907—1125) и чжурчжэньской династии Цзинь (1115—1234), которые до завоевания монголами правили на севере Китая. По сути, искусство школы Чжу Хаогу было последней волной влияния художественной традиции Ляо и Цзинь в китайской живописи, последней по времени, но не по результатам.